# Topaaskolibrie
De topaaskolibrie (Topaza pella) is een vogel uit de familie van de kolibries (Trochilidae). De wetenschappelijke naam van de soort werd in 1758 als Trochilus pella gepubliceerd door Carl Linnaeus. 'Pella' is de geboorteplaats van Alexander de Grote.

## Kenmerken
Het verenkleed van het mannetje is fonkelend karmijnrood tot purper met zeer lange, bijna zwarte, gekruiste staartveren. Het vrouwtje is overwegend groengekleurd met een kortere staart. De korte snavel is zwak gekromd. De lichaamslengte bedraagt 21 tot 23 cm en het gewicht 10 tot 15 gram.

## Leefwijze
Deze vogel leeft in de toppen van bloeiende bomen, die als territorium worden opgeëist. Ze verzamelen honing uit een heel assortiment bloemen.

## Verspreiding
Deze standvogel komt voor in de tropische regenwouden van noordelijk Zuid-Amerika.
Er worden drie ondersoorten onderscheiden:
- T. p. pella: oostelijk Venezuela, noordelijk Brazilië, Guyana en Suriname.
- T. p. smaragdulus: Frans-Guyana, noordoostelijk Brazilië ten noorden van de Amazonerivier.
- T. p. microrhyncha: het noordelijke deel van Centraal-Brazilië bezuiden de Amazonerivier.